# Кудимов, Евгений Васильевич
Евгений Васильевич Кудимов (16 апреля 1965, Арзамас-75, Горьковская область — 7 января 2014) — советский и российский хоккеист, нападающий. Мастер спорта СССР.

## Биография
Воспитанник саровского хоккея. В переходном турнире чемпионата 1980/81 дебютировал в горьковском «Торпедо». В следующем сезоне провёл четыре матча, провёл ещё семь сезонов в команде. Играл за «Кварц» Бор (1988/89), «Сокол» Новочебоксарск (1989/90), «Кристалл» Саратов (1989/90), «Буран» Воронеж (1990/91), «Торпедо» НН (1991/92, 1993/94), «Ладу» Тольятти (два матча в начале сезона 1992/93), «Нефтехимик» Нижнекамск и «Торпедо-2» НН (1994).
Играл в Венгрии за «Лехель» (1994/95) и «Дунауйвароши Ацельбикак» (1995/96 — 1996/97). Чемпион Венгрии-1996.
В конце карьеры выступал за команды низших лиг России «Мотор» Заволжье (1998/99) и «Североникель» Норильск (2000/01).
Чемпион Европы среди юниорских команд 1983 года.
Скончался 7 января 2014 года в возрасте 48 лет.